# Drzewce (sztandar)
Drzewce – drewniany drążek, będący trzonem sztandaru, chorągwi, transparentu – tyka, do której przymocowuje się płat tkaniny określonego kształtu i barwy. Także element buńczuka. Drzewce sztandaru (chorągwi) zwieńczone było głowicą.